# آزمون زبان ام‌ایچ‌ال‌ئی
آزمون زبان MHLE، یک آزمون زبان انگلیسی است که توسط «مرکز سنجش آموزش پزشکی کشور» وابسته به وزارت بهداشت، درمان و آموزش پزشکی در چند مرکز استان ایران برگزار می‌گردد.
MHLE سرواژه Ministry of Health Language Examination به معنی «آزمون زبان وزارت بهداشت» است.

## تعریف
از این آزمون که از آزمون‌های زبان انگلیسی داخلی در ایران به‌شمار می‌رود به عنوان یک آزمون تافل پزشکی کوچک یاد می‌شود، لذا دانشجویان برای آمادگی در این آزمون، منابع آزمون تافل را می‌خوانند. البته چند سالی است که منابع فارسی نیز برای این آزمون منتشر شده‌است که داوطلبان نیازی به منابع زبان اصلی نداشته باشند.
این آزمون ویژه دانشجویان دکتری و بعضاً ارشد رشته‌های پزشکی و پیراپزشکی است.
مدرک این آزمون مورد تأیید وزارت بهداشت است و آزمون آن تقریباً هر فصل سال یکبار به صورت نامنظم برگزار می‌گردد.
نمره مورد نظر برای دانشجویان دکتری و عبور از ابن آزمون بسته به دانشگاه از ۵۵ به بالا می‌باشد. مدرک این آزمون دارای ۲ سال از زمان صدور می‌باشد.

## ثبت نام آزمون
ثبت نام این آزمون از طریق پورتال مرکز سنجش آموزش پزشکی کشور به نشانی https://sanjeshp.ir/Content.aspx?click=20 انجام می‌شود.

## محتوای آزمون
آزمون MHLE دارای ۱۰۰ سؤال ۴ گزینه ای از مباحث مختلف زبان انگلیسی می‌باشد. این آزمون شامل مهارت‌های شنیداری (Listening Comprehension)، گرامر یا دستور زبان (Structure and Written Expression)، درک مطلب (Reading Comprehension) زبان انگلیسی می‌باشد و هدف از برگزاری این آزمون، سنجش میزان دانش زبان انگلیسی دانشجویان مقطع دکتری است.
1. ۳۰ سؤال شنیداری
2. ۳۰ سؤال گرامر
3. ۴۰ سؤال درک مطلب

این آزمون نمره منفی ندارد و همچنین دانشجویان می‌توانند در صورت نمره نگرفتن بلافاصله در دور بعد نیز شرکت نمایند. سطح امتحان MHLE در حد آزمون تافل (انگلیسی پیشرفته: Advanced) است. این آزمون شامل ۱۰۰ سؤال است. همچنین

## شرایط آزمون
- سوالات نوشتاری بیشتر در حوزه پزشکی و سپس فناوری اطلاعات هستند. سوالات شنیداری بیشتر عمومی هستند.

این آزمون اخیراً به صورت کاملاً الکترونیکی برگزار می‌شود.
- داوطلبان حق ندارند هیچ نوشت‌افزاری همراه داشته باشند.
- عوامل حراست در ورودی، از دستگاه ردیاب الکترونیکی برای کشف وسایل الکترونیکی استفاده می‌کنند.
- ساعت روی رایانه‌ها که ناشی از سرور مرکزی است، چند دقیقه با ساعت استاندارد ایران تفاوت دارد.